# Roemer- und Pelizaeus-Museum Hildesheim
A Roemer- und Pelizaeus-Museum Hildesheim egy múzeum Németországban, Hildesheim városában. Egyiptológiai gyűjteményéről világszerte ismert, kínai porcelánból Európa második legnagyobb gyűjteménye ebben a múzeumban található, emellett jelentős prekolumbián perui gyűjteménnyel és egy 300 000 tárgyból álló természettörténeti gyűjteménnyel is rendelkezik. A múzeum Hermann Roemerről és Wilhelm Pelizaeusról kapta a nevét.

## Története

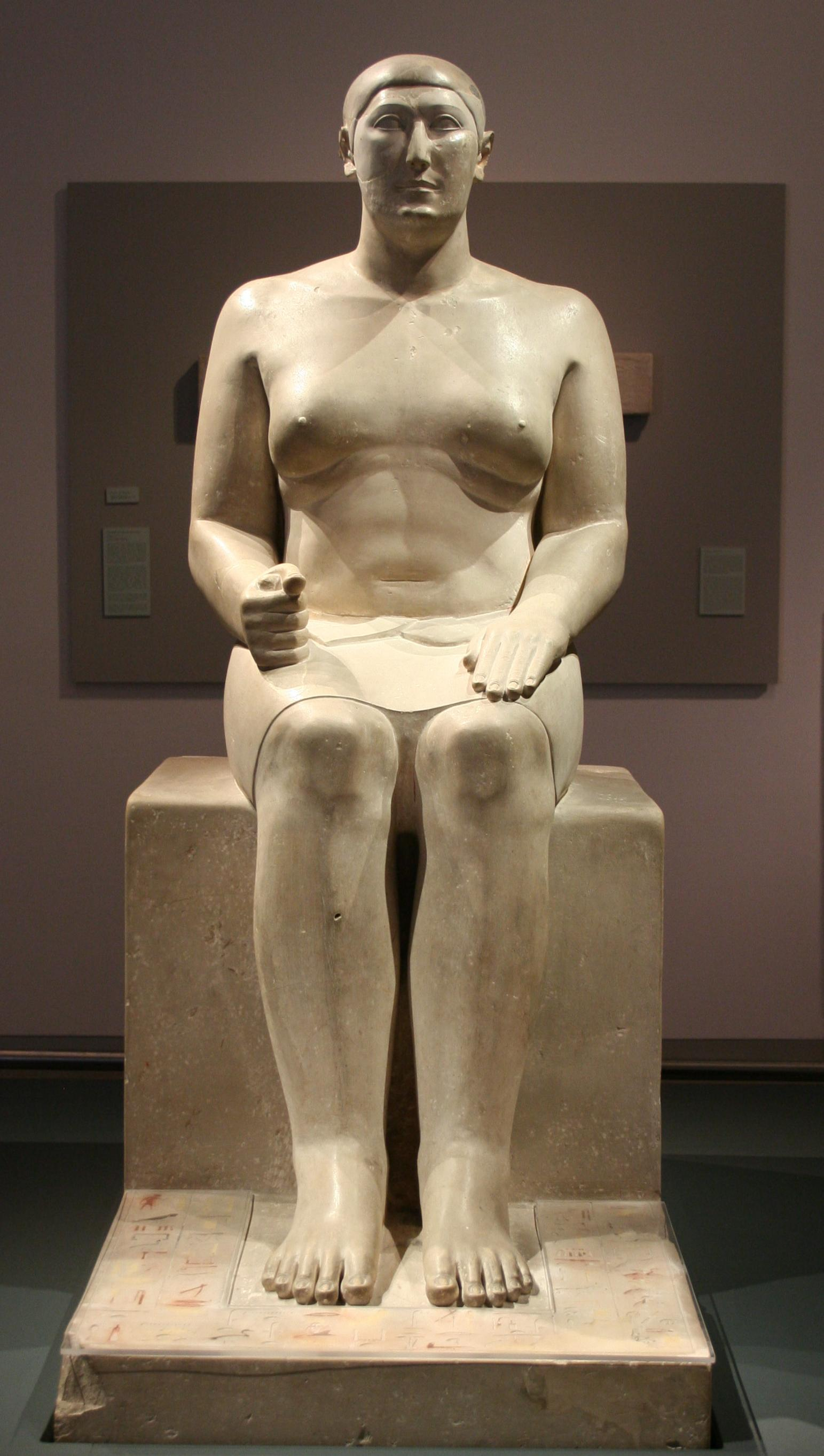
Hemiunu szobra a múzeumban

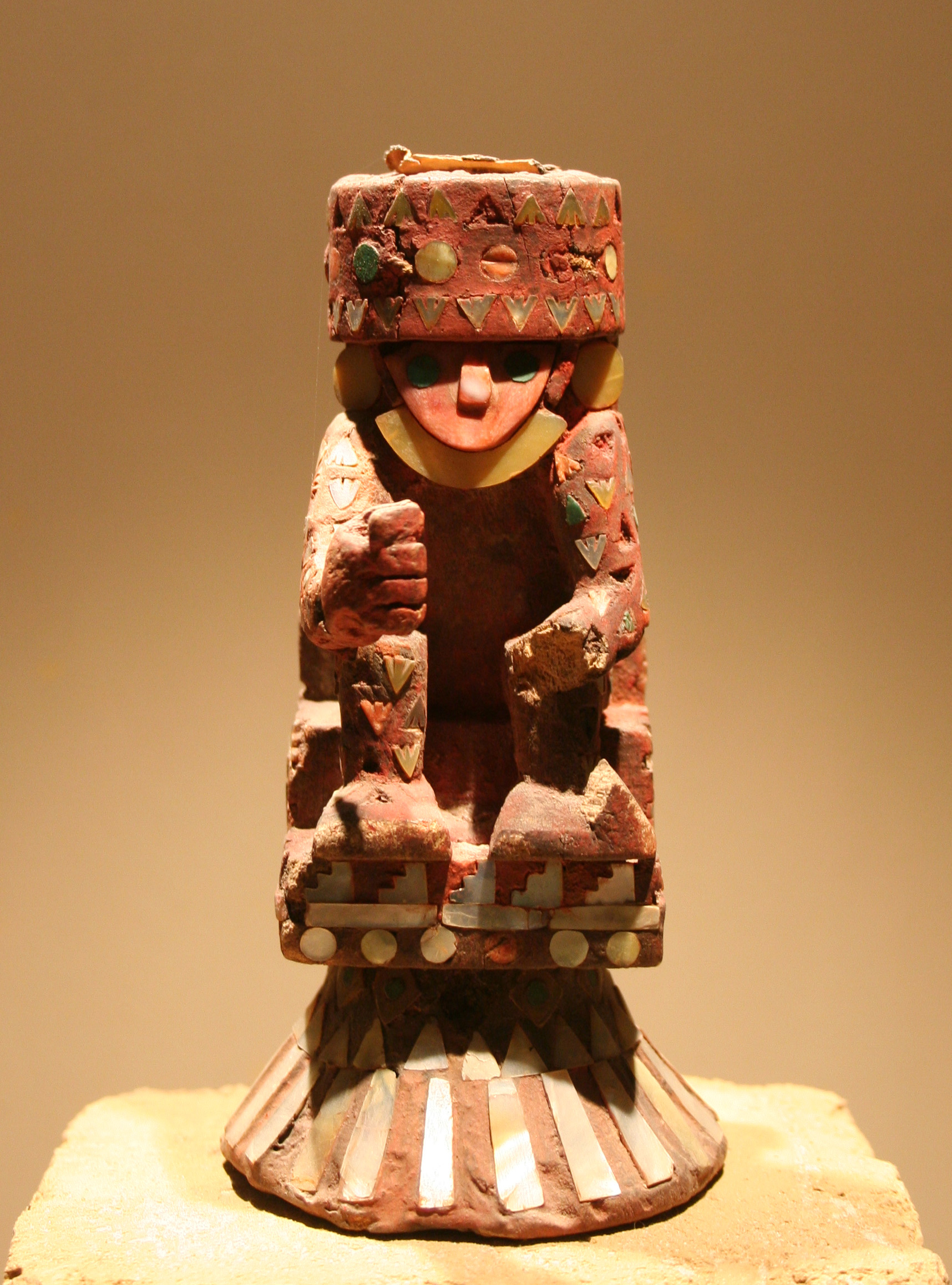
Speeraufsatz, Chimú-Kultur (1200–1470 n. Chr.), Nord-Peru

A Roemer-Museum Hildesheim története 1844-ig nyúlik vissza, a múzeumot ekkor alapították, egyesületként. Alapítója Hermann Roemer ügyvéd, geológus és szenátor. Első kiállítási épületei a használaton kívüli Szent Márton-templom és az árvaház voltak.
Wilhelm Pelizaeus kereskedő, bankár és konzul, aki körülbelül negyven éven át Kairóban élt, 1907-ben szülővárosára hagyta egyiptomi leletekből álló gyűjteményét. 1911. július 29-én megnyílt a Pelizaeus-Museum. A mai Roemer- und Pelizaeus-Museum ókori egyiptomi gyűjteménye körülbelül 9000 tárgyból áll, melyek az ötezer éves egyiptomi történelem minden korszakát képviselik, a predinasztikus koról a görög-római korig, majd a kopt keresztény Egyiptomig. A legjelentősebb leletek az óbirodalom korszakát képviselik, ezek szinte kivétel nélkül a gízai piramiskörzet sírjaiból származnak. A hildesheimi múzeum ezzel a kairói Egyiptomi Múzeum és a bostoni Szépművészeti Múzeum mellett a legjelentősebbek közé tartozik, ahol a piramisok korának emlékei tanulmányozhatóak. A 19. század első harmadában a művészeti múzeum a Metallkunst Herrenhausen segítségével restaurált egyes ókori egyiptomi műtárgyakat. A múzeum kiemelkedő műtárgyai közé tartoznak az egyiptomi óbirodalmi Hemiunu vezír életnagyságú szobra, valamint újbirodalmi, ramesszida kori sztélék, illetve egy kultuszkápolna Tuna el-Gebelből.
A kínai porcelánokból álló gyűjtemény 1927-ben, Ernst Ohlmer halálával került a múzeum tulajdonába. A múzeum és gyűjteményei a 20. század elején kerültek a város tulajdonába. 1992 óta Waltraute Macke-Brüggemann százötven festménye és grafikai alkotásainak egy jelentős része is a múzeumban található.
1998 és 2000 között a múzeum polgári kezdeményezések támogatásával új épületet kapott. Az új épület elkészültével a múzeumot kivonták a város irányítása alól, így 2000 óta függetlenül, kft formában működik; a kft tulajdonosa Hildesheim városa. A múzeum továbbra is éves támogatásban részesül a várostól. A múzeum számos ókori egyiptomi tárgyát kölcsönözte már amerikai és ázsiai időszakos kiállításoknak. Állandó kiállításai mellett a múzeum rendszeresen szervez időszakos kiállításokat; tudományos hírnevének köszönhetően Arne Eggebrecht múzeumigazgatónak számos neves kiállítást sikerült Hildesheimba vonzania.

### Munkatársak
Igazgatók
Roemer-Museum
- Hermann Adolf Lüntzel (†1850), Johannes Leunis (†1873) és Hermann Roemer (1845–1894)
- Achilles Andreae (1894–1905)
- Rudolph Hauthal (1905–1925; Amtsantritt Mitte 1906; Interimsdirektor Edgar Walden April 1905–Mitte 1906)
- Friedrich Schöndorf (1925–1941)
- Hans Kayser (Roeder távozása és Schöndorf halála után a teljes múzeum vezetője)
- Walter Konrad (1974–1984)
- Manfred Boetzkes (1984–2002)

Pelizaeus-Museum
- Otto Rubensohn (1907–1914)
- Günther Roeder (1915–1945)
- Hans Kayser (1945–1974)
- Arne Eggebrecht (1974–2000)
- Eleni Vassilika (2000–2005; az egész múzeum vezetője)
- Katja Lembke (2005–2011; az egész múzeum vezetője)
- Regine Schulz (2011 óta; az egész múzeum vezetője)

Kurátorok
- Bettina Schmitz (1978–2012)
- Helga Stein (1979–2002)
- Jürgen Vespermann (1992 óta)
- Arnulf Siebeneicker (2008–2011)
- Ulrich Menter (2010–2015)
- Christian Bayer (2014 óta)
- Andrea Nicklisch (2015 óta)

## Gyűjtemények
- Ókori Egyiptom, különös hangsúllyal az Óbirodalmon. Hemiunu szobra, Horbeit-sztélék, Wehemka kultuszkamrája, Nemti-ui sztéléje
- Az ősi Peru
- Természettörténet
- Ázsia
- A néprajzi gyűjtemények nyitva állnak a kutatók előtt; különös hangsúly Afrikán és a déli tengerek világán
- A 19. század és a modern kor helyi művészeinek festményei, többek közt Waltraute Macke-Brüggemann alkotásai
- Várostörténeti kiállítás a Knochenhaueramtshausban
- Hildesheimi látképek hatalmas fényképeken[2]
- Rajzok és nyomtatványok
- Az érzékszervek múzeuma: történelem és földtörténet korlátok nélkül
  - Az új kiállítás célja, hogy mindenki számára elérhető legyen: könnyen használható installációk, szabad hozzáférés a tárgyakhoz, audio guide, nagybetűs és Braille feliratok, monitorokon jelnyelvű információk.

## Időszakos kiállítások
- 2019–2020: Találkozások: 5 kultúra – 5000 év
- 2018–2019: Tévedések és hamisítások a régészetben (közösen a LWL Régészeti Múzeummal)
- 2017–2018: 80 műtárggyal a világ körül
- 2016–2017: Anja Schindler: Preziosen
- 2016:    A világ múmiái
- 2015–2017: Kincsek a császárnak. A kínai művészet mesterművei (1368–1911)
- 2015:    É mint ékszer: párbeszéd az antik korral. Wolfgang Skoluda művészete
- 2015:    Hildesheim a középkorban. A rózsa gyökerei
- 2014:    Gerold Schülke: a növények csodálatos világa
- 2014:    Fayum al Funun: a művészet forrása
- 2014:    Josepha Gasch-Muche: fényjelenségek üvegből
- 2014:    A világ születése: Egyiptom utolsó teremtésmítosza
- 2014:    Veszélyben a méhek – veszélyben az emberek
- 2013:    Művészet – találkozás – párbeszéd
- 2013:    Alternatív világok: a dolgok láthatatlan oldala
- 2013:    A tóga hatalma: divat a római világbirodalomban
- 2012–2013: Edith Bernhauer: kelet és nyugat
- 2012–2013: Nézőpontok: a fotográfia helyszínei
- 2012:    Az Arkhimédesz-kód: egy zseni nyomában
- 2012:    Picasso. A grafika mágiája
- 2011:    Wilhelm Pelizaeus – Kereskedő, műgyűjtő, múzeumalapító
- 2011:    Gíza – A nagy piramisok lábánál – Kiállítás Georg Steindorff és Hermann Junker a gízai nekropoliszban folytatott ásatásainak leleteiből. Az ásatásokat Wilhelm Pelizaeus finanszírozta, cserébe számos leletet kapott. A kiállításon négy sír leletanyaga szerepel, amelyeket felfedezésük után száz évvel eredeti kontextusukban mutatnak be. A kiállításra többek közt a lipcsei, müncheni és kairói múzeum is adott kölcsön tárgyakat.
- 2010: Ciprus – Afrodité szigete – Több mint 200 kiállítási tárgy a ciprusi művészetet bemutató gyűjteményekből, ebből 116 a Ciprusi Köztársaságból, köztük a híres késő hellén Aphrodité-szobor, amelyet Néa Paphosznál találtak búvárok a tenger mélyén. Ezeket most állították ki először Németországban. A Louvre, illetve németországi múzeumok is kölcsönöztek műtárgyakat.
- 2008–2009: Déltengeri édenkertek: mítosz és valóság
- 2007–2008: Maják: királyok az esőerdőből
- 2006–2007: A szépség az ókori Egyiptomban: vágyakozás a tökéletesség után
- 2006: Kultusz a labda körül: a futball nyomában
- 2006: 30 év Playmobil – Fedezd fel a világot! – A Pfalzi Történeti Múzeum vándorkiállítása
- 2005–2006: Európa és Egyiptom. Kultúrák találkozása a görögöktől Winckelmannig
- 2005: A Chiddingstone kastély kincseskamrájából. Fáraók – buddhák – szamurájok
- 2004: Az egyiptomi művészet mesterművei. Az Eton College Myers Múzeumának kincsei
- 2003–2004: A Nagy Falon túl. Az ázsiai sztyeppei népek régi bronzkincsei a New York-i Arthur M. Sackler alapítvány gyűjteményéből
- 2003: Placido Zuloaga. Spanyol kincsek a londoni Khalili-gyűjteményből
- 2002–2003: Napóleon Bonaparte – I. Sándor cár. Két császár kora
- 1999: A jégkorszak: a természet uralkodásának nagy kalandja
- 1998: James Bond: spíler és kém
- 1995: Indonézia elsüllyedt királyságai
- 1994: Kína, a világ kultúrájának egyik bölcsője: ötezer év találmányai és felfedezései
- 1994: Az ősi Mexikó titkai: az aztékok művészete
- 1993: Dinoszauruszok
- 1992: A maják világa: három évezred régészeti kincsei
- 1990–1991: Egyiptom – A halhatatlanság nyomában (más néven: A halhatatlanság nyomában – halotti kultusz és túlvilághit az ókori Egyiptomban) – Mivel a múzeum helyproblémákkal küzdött, a tulajdonában lévő műtárgyaknak egyszerre csak egy részét lehetett állandó jelleggel kiállítani, a többit tematikus időszaki kiállítások keretén belül mutatták be. Ezt a kiállítást Bettina Schmitz egyiptológus rendezte, a raktárakból előkerülő tárgyakat 9sszekötő téma ezúttal a halálról és a túlvilágról alkotott elképzelések. A katalógusban 38 nagy jelentőségű, több részből álló leletanyag szerepel, többek közt múmiák, halotti maszkok, szarkofágok és koporsók, amulettek, halotti sztélék, usébtifigurák, kanópuszedények, a halállal kapcsolatos istenek ábrázolásai és a Halottak Könyve egy példánya. A katalógusban nem szerepel, de a kiállításon láthatóak voltak Nakht sírja falfestményeinek másolatai, melyeket Norman de Garis Davies amerikai egyiptológus készített 1907 és 1910 között; ezeket a Metropolitan Művészeti Múzeum kölcsönözte a hildesheimi múzeumnak és ekkor szerepeltek először Európában.
- 1988: Albánia: kincsek a skiptárok földjéről
- 1987: Egyiptom emelkedése és nagyhatalommá válása
- 1986: Mexikó ragyogása és bukása: az aztékok és elődeik
- 1985: Nofret – A szépség. A nő az ókori Egyiptomban
- 1984: Max Klinger
- 1983: Kultúrkincsek a régi Nigériából
- 1982: Lascaux – A jégkorszak barlangja
- 1981: Kultúrkincsek Kínából
- 1980: A trákok aranya
- 1979: Istenek és fáraók
- 1978: Sumer, Assur, Babilon. 7000 évnyi művészet és kultúra az Eufrátesz és a Tigris között
- 1977: Peru aranya
- 1976: Ehnaton – Nofertiti – Tutanhamon

## Fordítás
- Ez a szócikk részben vagy egészben  a   Roemer- und Pelizaeus-Museum Hildesheim című német Wikipédia-szócikk ezen változatának fordításán alapul.  Az eredeti cikk szerkesztőit annak laptörténete sorolja fel. Ez a jelzés csupán a megfogalmazás eredetét és a szerzői jogokat jelzi, nem szolgál a cikkben szereplő információk forrásmegjelöléseként.

## Külső hivatkozások
- Hivatalos weboldal (németül)
- 360°  panorámakép
- Hildesheimi Városi Múzeum (németül)